# مایکل یون
میکائِل یون (به فرانسوی: Michaël Youn) (زاده ۲ دسامبر ۱۹۷۳)، بازیگر فرانسوی است.
از فیلم‌های معروف او می‌توان به بازی در فیلم دور دنیا در ۸۰ روز، ایزنوگود و لوک خوش‌شانس اشاره کرد.